# Eads Bridge
Eads Bridge – most drogowo-kolejowy nad rzeką Mississippi, łączący miasto St. Louis (stan Missouri) i East St. Louis (stan Illinois).
Most otrzymał nazwę po swoim konstruktorze oraz budowniczym, Jamesie B. Eadsie. Po ukończeniu budowy w 1874, Most Eads był najdłuższym mostem na świecie o całkowitej długości 1964 m. Żebrowane przęsła łukowe ze stali uznano za śmiałe posunięcie, tak samo jak użycie stali jako głównego materiału strukturalnego: był to pierwszy przypadek użycia stali na taką skalę przy tak wielkim projekcie budowlanym.
Most Eads był także pierwszym mostem, w którym użyto wsporników, nowej metody do dodatkowego wsparcia, i jednym z pierwszych do którego wybudowania użyto kesonów. Kesony używane przy budowie mostu Eads są nadal jednymi z najgłębiej kiedykolwiek zatapianych, co stało się przyczyną jednego z pierwszych wielkich wybuchów „choroby dekompresyjnej” (dawniej znana jako choroba kesonowa). Piętnastu robotników zmarło, dwóch doświadczyło trwałego kalectwa, a 77 zostało poważnie dotkniętych chorobą.
W tamtych czasach zdarzało się wiele katastrof mostów, które nie były w stanie znieść obciążenia. Społeczeństwo obawiało się, że tak wielka konstrukcję może spotkać podobny los. Panowało wtedy pewne przeświadczenie, że słonie posiadają wrodzony instynkt do stąpania tylko po stabilnym gruncie. 14 czerwca, 1874 roku, John Robinson wykorzystał to przekonanie, prowadząc „testowego słonia” na spacer po nowo wybudowanym moście w celu potwierdzenia ze konstrukcja ze stali jest bezpieczna. Wielki tłum z zachwytem podążył za słoniem z objazdowego cyrku, który poruszał się w stronę Illinois. Dwa tygodnie później, Eads wysłał jeszcze 14 lokomotyw aby w tym samym momencie przejechały przez most, potwierdzając jego wytrzymałość. Ceremonii otwarcia mostu w dniu 4 czerwca 1874 roku towarzyszyła wielka parada przechodząca przez ulice miasta. Trasa rozciągała się na dwadzieścia cztery kilometry.
Most Eads, który stał się ikoną miasta St. Louis, od czasu wzniesienia do 1965 kiedy trwała budowa Gateway Arch, jest ciągle w użytku. Most przecina brzeg rzeki w mieście pomiędzy Laclede's Landing, z północy, oraz Gateway Arch, od południa. Dzisiaj droga biegnąca na moście została restaurowana, co pozwoliło pojazdom oraz użytkownikom poruszającym się pieszo na bezproblemowe korzystanie z mostu. W roku 1993 została utworzona linia metra biegnąca przez most.

## Historia

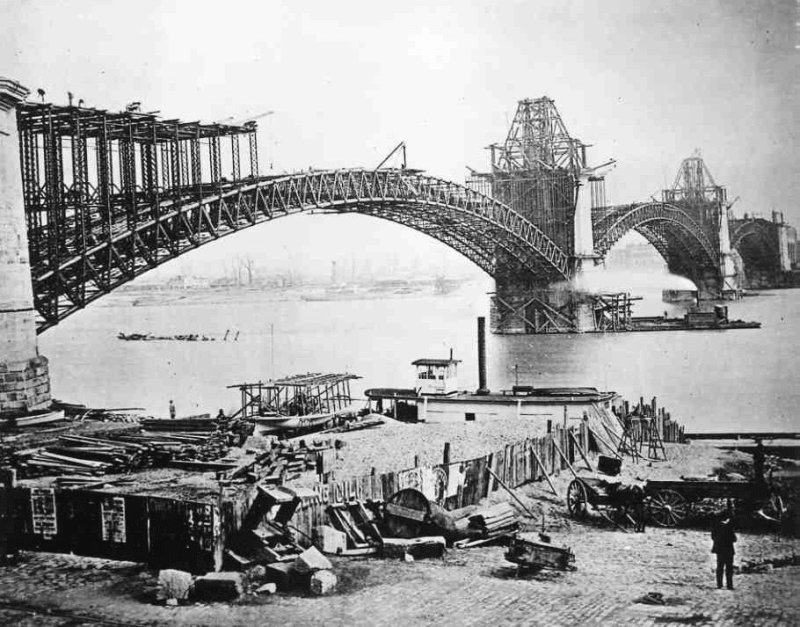
Most Eads w trakcie budowy, 1870

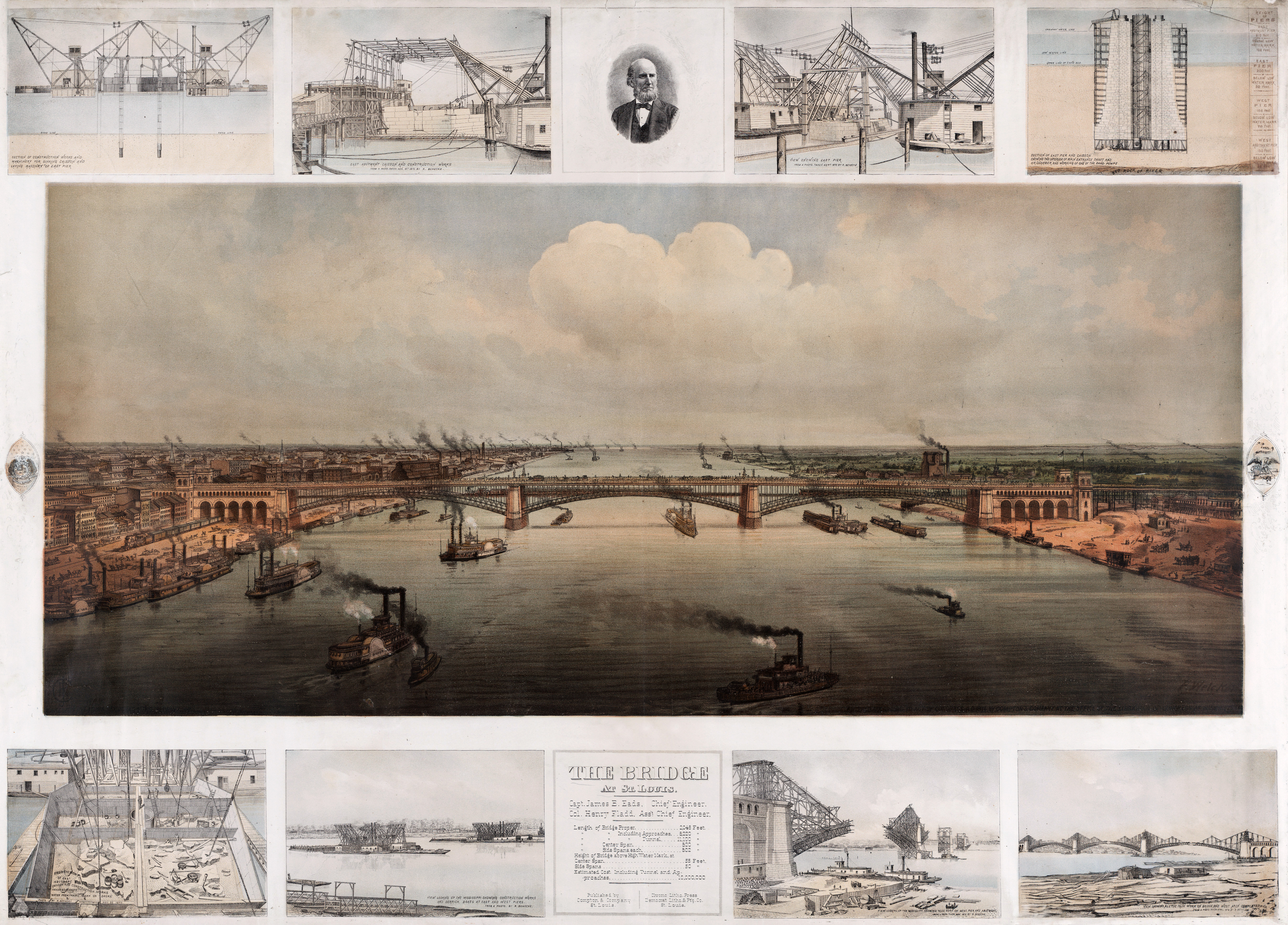
Plakat pokazuje most w różnych fazach budowy, 1874.

Most Eads został wybudowany przez Illinois and St. Louis Bridge Company, oraz Keystone Bridge Company zajmującą się podwykonawstwem przy wznoszeniu konstrukcji ze stali.
Znaczenie handlu rzecznego nie było już tak istotne jak przed wojną secesyjną, ponadto Chicago zaczynało stawać się największym centrum handlu na zachodzie. Most miał być przemyślanym rozwiązaniem dla St. Louis do odzyskania wysokiej pozycji w ważnych punktach handlowych dzięki możliwości transportu przez rzekę. 
W trosce o swoją przyszłość, firmy zajmujące się transportem towarów na rzece za pomocą parowców skutecznie lobbowały do wprowadzenia ograniczeń budowy mostu, wymagające niespotykanych dotychczas rozpiętości i wysokości. Konstrukcja mostu mogła całkowicie zablokować ruch na rzece z powodu niewystarczającej przestrzeni pod mostem do swobodnego pokonania przez parowce. Najważniejszym celem tych firm było wprowadzenie wymagań, które wymusiłyby budowę tak wielkich mostów, że ich konstrukcja byłaby niemożliwa przy użyciu powszechnie wówczas stosowanych technologii budowy. Grupy lobbystyczne chciały w ten sposób zabezpieczyć się przed budową jakiejkolwiek budowli na rzece, która mogłaby uniezależnić handel w rejonie od ruchu na rzece.
Most takiej wielkości wymagał radykalnych rozwiązań projektowych. Łuki żebrowe były techniką znaną w budownictwie już od wieków. Konstrukcja z metalowymi rurowymi łukami ustawionymi w trzy przęsła, była wspierana przez dwa przyczółki na brzegach oraz dwa filary na rzece. Każde przęsło było podparte przez cztery pary łuków, oddalonych od siebie o 8 stóp (3,2 m). Łuki podpierały górny pokład dla ruchu pojazdów i oraz dolny dla kolejowego.
Konstrukcja była wynikiem złożonych wymagań: technologicznych i wynikających z nacisków prawnych. Wytyczne stanowe oraz federalne wykluczały koncepcje mostu wiszącego, zwodzonego, oraz konstrukcji wykonanej z drewna. Istniały ograniczenia dotyczące wielkości przęseł i ich wysokości ponad poziom wody. Położenie mostu wymagało pogodzenia różnicy w wysokościach pomiędzy niskimi terenami zalewowymi na wschodnim brzegu od strony Illinois, a wysokimi klifami  zachodniego brzegu w Missouri. Żeby osadzić most na podłożu skalnym niezbędne były głębokie wiercenia, dochodzące do 38 m poniżej poziomu wody od strony Illinois oraz 24 m od strony Missouri.
Presja wymagań jakie stawiano przed tym projektem spowodowała, że most zapisał się w historii ze względu na precyzję i dokładność wykonania i kontroli jakości. Był to pierwszy przypadek użycia stali stopowej w dużym projekcie budowlanym. Do konstrukcji posłużyły odlewy stali chromowej. Do ukończenia mostu użyto także znacznych ilości kutego żelaza. Eads uważał, że znaczna wytrzymałość stali na ściskanie będzie idealnie pasować do użycia tego materiału do pionowej konstrukcji łukowej. Ta rewelacyjna decyzja była ciekawym wynikiem połączenia przypadku z zaistniałą koniecznością, spowodowaną niedostatecznymi własnościami dostępnych materiałów. 
Poszczególne problemy fizyczne były pokonywane przez interesujące rozwiązania. Użycie kesonów do prac na dnie rzeki oraz nowe metody wsparcia konstrukcji rozpoczęły nową erę w budownictwie cywilnym. Brak możliwości użycia podpór do wzniesienia łuków, z powodu możliwości zablokowania ruchu parowców na rzece, inżynierowie Eadsa opracowali nową metodę, wspartego olinowanego systemu do zamknięcia łuków.
Granit używany przy budowie pochodził z Hrabstwa Iron z kamieniołomu należącego do B. Gratza Browna, gubernatora Missouri i senatora, który pomógł zapewnić federalne finansowanie projektu.
Pomimo uznania projektu za rewelacyjne oraz bardzo innowacyjne osiągnięcie, Most Eads nie posiadał dostatecznego kapitału przed rozpoczęciem robót, co spowodowało, i że tonął w długach. Skupiając się na rzece, miasto St. Louis nie posiadało odpowiednich terminali kolejowych, ponadto most był źle zaprojektowany pod kątem skupienia ruchu kolejowego. Pomimo znacznego sukcesu inżynieryjnego most zbankrutował zaledwie rok po jego otwarciu. 
W momencie kiedy rozpoczynano budowę, stali używano do produkcji małych obiektów takich jak sztućce, a nie wielkich elementów konstrukcyjnych. Skutkowało tym ze moce produkcyjne przemysłu stalowego były małe, a produkcja stali droga. Opracowana metoda konwertorowania poprawiła wydajność w produkcji stali. Jednak firmy zajmujące się budową mostu musiały borykać się z drogą oraz trudno dostępną stalą. Prezes Keystone Bridge Company Andrew Carnegie dostrzegł jednak potencjał stali jako materiału konstrukcyjnego nie tylko do budowy mostów, ale także szyn i szkieletów w wieżowcach. Postanowił zainwestować w rozwój hut do produkcji stali. Stworzona przez niego Carnegie Steel Company zdominowała cały przemysł hutniczy, a jego uczyniła jednym z najbogatszych ludzi w historii.